# Juan María Solare
Juan María Solare es un compositor y pianista, nacido en Buenos Aires (Argentina) el 11 de agosto de 1966.

## Formación
Estudios y diploma de piano, composición y dirección orquestal en el Conservatorio Nacional de Música de Buenos Aires. De 1993 a 1996, estudios de posgrado en composición en la Escuela Superior de Música de Colonia (Alemania) con Johannes Fritsch, Clarence Barlow y Mauricio Kagel, mediante una beca del Servicio Alemán de Intercambio Académico (DAAD). Entre octubre de 1997 y febrero de 1999, posgrado con Helmut Lachenmann en Stuttgart. Entre 1999 y 2001, estudios en música electrónica con Hans Ulrich Humpert en Colonia, con diploma. En abril 2005 obtuvo el título de "Licenciado en Composición" en el Instituto Universitario Nacional del Arte, en Buenos Aires. Asistió regularmente a los cursos que impartía Karlheinz Stockhausen. En diciembre de 2007:  master ("Konzertexamen") en composición electrónica en la Escuela Superior de Música de Colonia.
Actualmente prepara el doctorado en educación musical en la Universidad Complutense de Madrid bajo la tutela de Gabriel Rusinek, tema: la formación del compositor profesional.

## Actividad docente
Entre 1986 y 1993 enseñó armonía, morfología y música de cámara en el Conservatorio de Tandil (Argentina). Desde enero del 2002 dicta clases de piano en la Musikschule Bremen. Desde octubre del 2002 dirige la Orquesta No Típica, un grupo de música de cámara dedicado al tango en la Universidad de Bremen.
Enseña piano en la Universidad de Bremen y en la Hochschule für Künste (Escuela Superior de las Artes) de Bremen. Entre diciembre 2007 y abril 2008 fue profesor ayudante en la Universidad Complutense de Madrid. Desde abril de 2008 tiene una cátedra de Nuevo Teatro Musical en la Universidad de Bremen. Desde 2009 enseña Composición y Arreglos para la práctica escolar en la Hochschule für Künste de Bremen.
Dicta cursos, conferencias y seminarios sobre música contemporánea (Salzburg Experimental Academy of Dance, Ateneo de Madrid , Institut für neue Musik und Musikerziehung, Darmstadt).

## Premios
Obtuvo premios y distinciones en Argentina ("Promociones Musicales", "Fondo Nacional de las Artes"), Inglaterra ("British & International Bass Forum"), Austria ("Yage y Aspekte Salzburg"), Alemania ("Viola-Stiftung Walter Witte", "Bremer Komponistenwettbewerb") y España (Radio Clásica-CDMC). Entre agosto 1993 y diciembre 1994 fue becario del DAAD (Servicio Alemán de Intercambio Académico). Entre julio de 1998 y junio de 1999 fue becario de la Fundación Heinrich-Strobel (Baden-Baden). Desde junio del 2001 hasta mayo del 2002 tuvo una beca en la Künstlerhäuser Worpswede (Residencia de Artistas de Worpswede, Alemania).

## Jurado
En 2002 fue jurado de piano en el concurso Jugend Musiziert. En marzo 2004, jurado en el concurso nacional de piano "piccole mani" (Perugia, Italia) con una pieza suya como obra impuesta en cada categoría. En septiembre 2004, jurado en el concurso de composición para flauta de la Asociación Xicöatl (Salzburgo). En 2007, jurado de la Maratón Musical Clariperú (ver  Archivado el 22 de febrero de 2008 en Wayback Machine.), con una composición suya (Convalecencia, para clarinete solo) como obra impuesta.

## Obra
Solare ha compuesto unas 300 obras, la mayoría de las cuales se ejecutan asiduamente a nivel europeo y son difundidas regularmente por la radio (Radio Nacional de España, Deutsche Welle, Radio Bremen, Radio Fabrik Salzburg, Radio Universitaria Sao Paulo, Rundfunk Berlin-Brandenburg, WDR=Radio del Oeste Alemán, Radio de Baviera). Ha recibido encargos de composición del CDMC (Centro para la Difusión de la Música Contemporánea, Madrid), de la Kunststiftung NRW (Düsseldorf), del Consejo de la Música de Bremen y de Eva Espoleta (Ginebra). El 30 de junio de 2004 la orquesta de la Universidad de Bremen (dirigida por Susanne Glaess) estrenó su Concertango para gran orquesta.
Algunas de sus obras han sido publicadas en: Dohr Verlag (Colonia) , Ricordi München (Munich) , Peer music (Hamburgo) .
Un catálogo de sus obras está en Composiciones de Juan María Solare.

### Grabaciones
Doce CD de distintos intérpretes incluyen obras suyas:
- "Panorama de la música argentina (compositores nacidos entre 1965-1969)". Fondo Nacional de las Artes. IRCO 318 (con tres de sus Siete Monedas para flauta, viola y cello) .
- "Pifferari - Werke für Flöte und Klarinette", julio de 2001. Regine Kuhn (flauta) y Heidi Voss (clarinete); Edition Voss (Wiesbaden, Alemania) [Incluye la "Suite Modal"]
- "60x60: 2003" (varios compositores). Capstone Records  CPS-8744 (editado en 2004). Incluye Nice Noise (track 54).
- Natalia González, pianista: "Concierto Tango", 2005, Pretal PRCD 127 (incluye Mozartango) (ver )
- Dúo Eduardo Kohan - Juan Solare (saxofón y piano), "Tango Nómade" 2006 (incluye Tengo un tango, Sale con fritas, Tango en ciernes, Octango & Nómade) (ver  Archivado el 7 de noviembre de 2017 en Wayback Machine.)
- Trío Thelema. 2006 (Incluye Hypnosis)
- Mariana Levitin (cello) & Guillermo Carro (piano), en el CD "Los compositores académicos argentinos y el tango II (1879-2007)". 2007. Pretal PRCD 138 (incluye Nómade -2o movimiento de Sonatango- en versión para cello y piano). (ver )
- "Parajes", sello IRCO 1263 (SKU: 7147) (2009), incluye Vacío Blanco por Silvia Dabul (piano) y Víctor Torres (barítono).
- Tango Monologues, 2010. Juan María Solare (piano). (Incluye 12 obras de Solare: Pasaje Seaver, Valsarín, Tengo un tango, Para Lisa, Milonga fría, Atonalgotán, Fragmentango, Akemilonga, Liebergmilonga, Talismán, Furor y Reencuentro.)
- Argentine Cello, 2011. Zoe Knighton (cello) & Amir Farid (piano). Move Records (Australia), MD 3347. (incluye Tengo un tango, Nómade -de Sonatango- y Talismán).
- "Tango Music Award 2011", 2011. Cafe Tango Orchestra (dir.: Judy Ruks). Cafe Tango Productions, Stuttgart 2011. Contiene Barro sublevado (track 15).
- Ideas y emociones, 2012. Label Fonocal, Productor: Saúl Cosentino. Incluye Reencuentro, grabado por Leandro Suárez Paz (violín) + Juan María Solare (piano). (Track 15).

### Música para cine
También ha compuesto música para seis cortometrajes:
- Desde la ventana ("Vor dem Fenster"), documental autobiográfico del director colombiano Santiago Herrera Gómez, Colonia, febrero 1996.
- Mesa para dos de Medardo Amor y Angel Almazán, Madrid, agosto 2003.
- Música electrónica para el cortometraje experimental Bipolar, del director alemán Axel Largo, Bonn, junio 2006.
- Música para el antiguo (1951) cortometraje científico mudo Verformung von Metallkristallen (deformación de metales de cristal (número de catálogo C 611 del IWF, Institut für Film und Bild in Wissenschaft und Unterricht, Abteilung Hochschule und Forschung, Gotinga) de Günter Wassermann (Clausthal). Estreno: cine Metrópolis, Hamburgo, 10 de junio de 2007.
- Corazón en sombras de Medardo Amor y Angel Almazán, Madrid, diciembre 2007.
- Zima de Katarina Stankovich, Colonia (Alemania), junio de 2011.

Asimismo ha escrito música para animaciones por internet, particularmente para movies de la artista catalana Nuria Juncosa (ver ).

## Pianista
Como pianista, su repertorio tiene cuatro centros (tanto como solista como en diversas formaciones de cámara):
- música clásica del romanticismo tardío (como Liszt y Scriabin),
- música de nuestro tiempo (John Cage, Arnold Schönberg, Morton Feldman),
- compositores argentinos (inclusive tango) y
- composiciones propias,

particularmente en grupos como
- Tango Nómade (con el saxofonista Eduardo Kohan, ver )
- Dúo Tangente (con el violinista Gert Gondosch, ver )

Solare ha tocado en ciudades de Argentina, Alemania y el resto de Europa:
- Buenos Aires & el conurbano, Bariloche, Zárate, Córdoba, Tandil, Mendoza, San Martín de los Andes, Tucumán
- Gotinga, Colonia, Bremen, Bremerhaven, Worpswede, Ottersberg, Verden, Misselwarden, Múnich, Gersfeld, Berlín, Hamburgo, Bonn, Hannover, Heidelberg, Leipzig
- Ámsterdam, Madrid, Sevilla, Londres, Ginebra, Svendborg, Graz, Granada, Oviedo, Seinäjoki (Finlandia).

Su primera grabación como pianista fue con junto el saxofonista Eduardo Kohan: CD Tango Nómade (en julio 2006), ver  Archivado el 7 de noviembre de 2017 en Wayback Machine. o .
En 2010 apareció su primer cd como solista, Tango Monologues.

## Artículos
Artículos: Además de su actividad compositiva y pianística, escribe o escribió para diversas publicaciones: Clásica de Buenos Aires, Doce Notas y ABC de Madrid, La Sibila de Sevilla), Pauta (México) y para las radios SWR (Südwestrundfunk) y Deutsche Welle.
Unos 30 de sus 200 artículos publicados (mayormente en castellano) pueden hallarse online aquí: Compositores & Intérpretes website Archivado el 14 de diciembre de 2013 en Wayback Machine..

## Obras dedicadas a Juan María Solare
Solare ha sido objeto de dedicatorias de distintos colegas:
- "Para la mano derecha" de Pedro Sáenz, 1992.
- "Rosales olorosos", obra electrónica de Gabriel Pareyón (sobre un poema de G. Ropenay), DIC/2002.
- "Un marzo triste", obra para piano de Saúl Cosentino, 2003.
- "Lo que se fue", tango de cámara de Jorge Pítari, 2005.
- "Tres minitangos" para piano, de Jorge Pítari, 2006.
- "Solare-Tango", tango de cámara de Luis Mihovilcevic (segundo de la "Serie de tangos de nobles afinidades"), 2007.
- "El canto nocturnal de los caracoles" para piano, de Luis Mihovilcevic, 2005.
- "Meditativo" para piano, de Juliane Dehning, 2008.
- "Amanece en la terrible Buenos Aires", milonga para piano, de Claudio Maldonado, 2009.
- "Contemplación", obra para piano de Saúl Cosentino, 2009.
- "Wintergesang" (Cántico de invierno) para cello y piano, de Juliane Dehning, 2009.
- "Milonga meets Malambo", obra para cello y piano de Juan Manuel Abras, 2011.
- Cuadro Beständigkeit des Nebels (Solidez de la niebla), de walkala (Luis Alfredo Duarte Herrera), Salzburgo, julio de 2007. 100 cm x 150 cm, acrílico sobre tela. En  (enlace roto disponible en Internet Archive; véase el historial, la primera versión y la última).